# Ермолинка
Ермолинка — деревня в Вяземском районе Смоленской области России. 
Входит в состав Ермолинского сельского поселения. Население — 27 жителей (2007). 
Расположена в восточной части области в 18 км к востоку от Вязьмы, в 10 км южнее автодороги М1 «Беларусь», на берегу реки Жижала. В 9 км южнее деревни расположена железнодорожная станция Исаково на линии Вязьма — Калуга. 
| 2015 |
| ---- |
| 16   |

## История
В годы Великой Отечественной войны деревня была оккупирована гитлеровскими войсками в октябре 1941 года, освобождена в марте 1943 года. 